# Leo Freisinger
Leonhard "Leo" Freisinger (ur. 7 lutego 1916 w Chicago, zm. 29 sierpnia 1985 w Mission Viejo) – amerykański łyżwiarz szybki, brązowy medalista olimpijski.

## Kariera
Największy sukces w karierze Leo Freisinger osiągnął w 1936 roku, kiedy podczas igrzysk olimpijskich w Garmisch-Partenkirchen zdobył brązowy medal w biegu na 500 m. W zawodach tych wyprzedzili go jedynie dwaj Norwegowie: Ivar Ballangrud oraz Georg Krog. Na tych samych igrzyskach był też czwarty w biegu na 1500 m, przegrywając walkę o medal z Birgerem Waseniusem z Finlandii. Nie startował więcej na igrzyskach. Dwukrotnie startował na mistrzostwach świata w wieloboju, lecz ani razu nie zakwalifikował się do finału. Zajął jednak dziesiąte miejsce podczas mistrzostw Europy w Oslo w 1938 roku. W 1938 roku pobił rekord świata na dystansie 500 m, jednak nie został on odnotowany, ponieważ jego osiągnięcie chwilę później poprawił Norweg Hans Engnestangen.
Freisinger był też łyżwiarzem figurowym. Po zakończeniu kariery był trenerem, prowadził między innymi reprezentację USA podczas igrzysk olimpijskich w Innsbrucku w 1964 roku.